# دهنه آو پر
دهنه آو پر (به لاتین: Dahan-e Av Par) یک منطقهٔ مسکونی در افغانستان است که در ولایت بامیان واقع شده‌است.